# Vilaboa (Valdoviño)
Vilaboa (llamada oficialmente San Vicente de Vilaboa)

## Entidades de población
Entidades de población que forman parte de la parroquia:
- A Braxe
- A Carbeira
- A Cruxeira
- A Figueira
- Agualevada (A Augalevada). En el INE aparece Augalevada.
- A Igrexa
- As Cortiñas
- A Vispeira
- Camiño Grande (O Camiño Grande)
- Morgadelle
- Novos (O Porta de Novo). En el INE aparece Porta do Novo.
- O Caneiro
- O Pereiro
- O Seixidal
- Os Fiúnchos
- Os Romeos
- Os Vidueiros (Os Bidueiros)
- Pena do Boi
- San Pedro
- Vilaxe (A Vilaxe)
- Vilela

## Despoblados
- Campo da Taberna (O Campo da Taberna)
- O Basteiro

## Demografía
| Gráfica de evolución demográfica de Vilaboa entre 2000 y 2019 |
|                                                               |
| Datos según el nomenclátor publicado por el INE.              |